# Sant Sepulcre de Palera

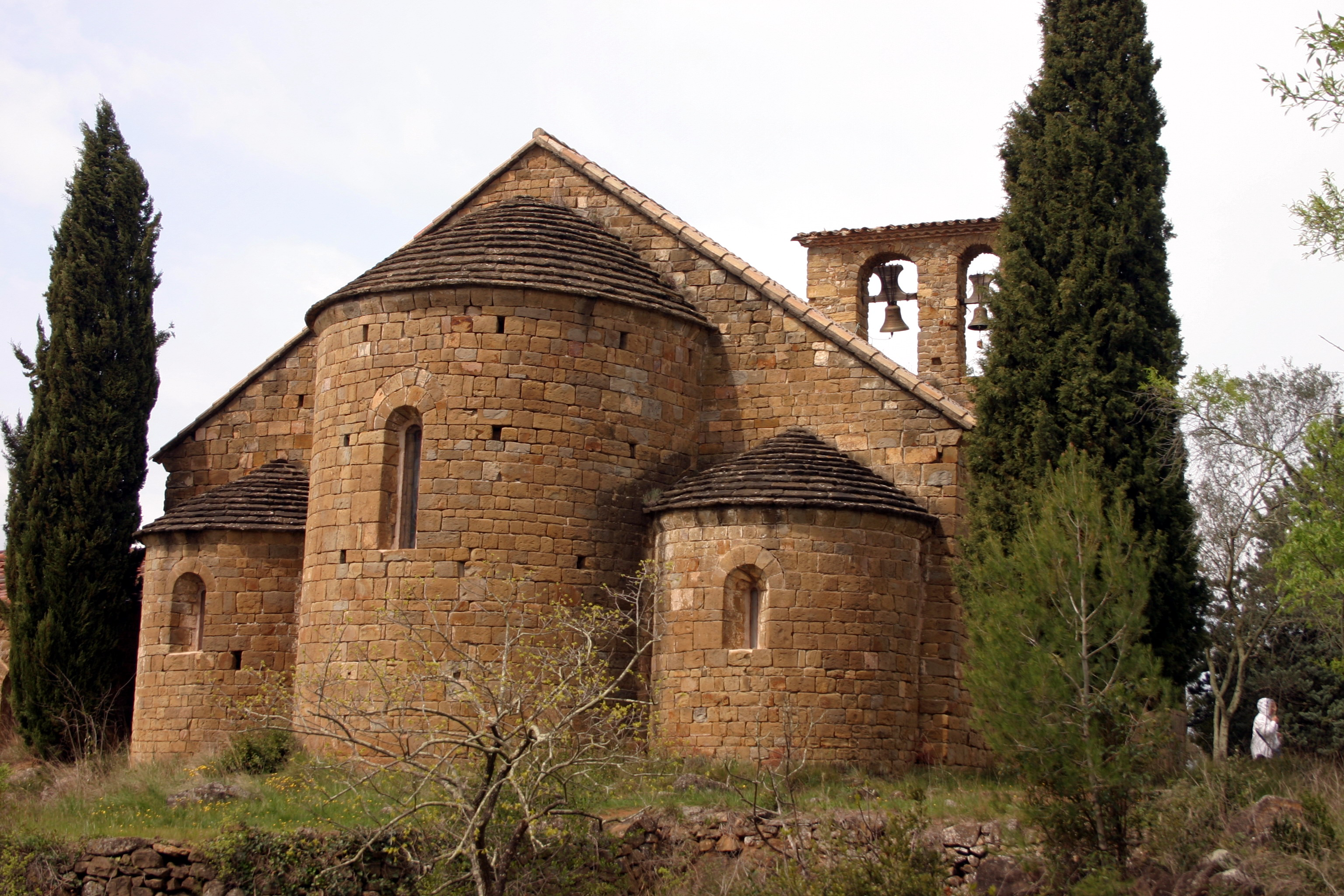
Die romanische Kirche Sant Sepulcre de Palera

Sant Sepulcre de Palera ist eine romanische Kirche in dem katalanischen Dorf Beuda in der Nähe der Stadt Besalú.

## Geschichte der Kirche

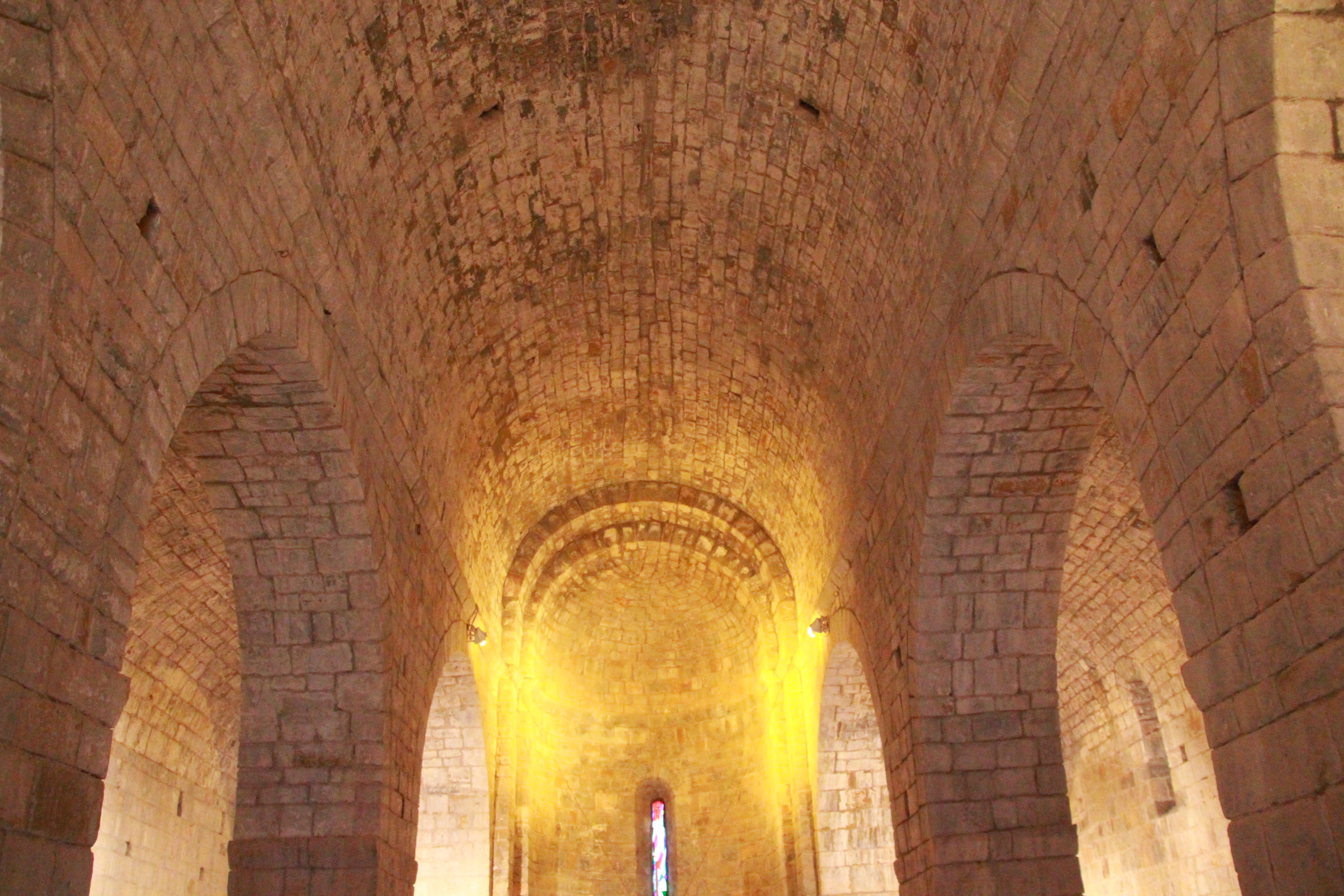
Innenraum der Kirche Sant Sepulcre de Palera

Ein Vorgängerbau der heutigen Kirche wurde erstmals im Jahr 977 erwähnt. Ab dem Jahr 1075 ließen die Grafen von Palera Arnau Gonfred und seine Frau Bruneguilda die aktuelle Kirche errichten. Im Jahr 1085 wurde die Kirche vom Bischof von Girona Guifre begleitet von den Bischöfen von Carcassonne, von Narbonne, Magalona und Barcelona konsekriert. Da in dem Kloster ein ähnlicher Sündenerlass wie am Heiligen Grab in Jerusalem gewährt wurde, besuchten viele Jakobspilger, die  über das Kloster Sant Pere de Rodes kamen, den Ort. 1107 wurde die Kirche in die Obhut des Klosters von Grassa übergeben, die den Ort zu einer kleineren Benediktinerabtei umbauten. Ab dem 16. Jahrhundert wurde das Kloster wechselweise den Klöstern in Besalú und in Banyoles unterstellt. Ab dem 16. Jahrhundert wurde der Heilige Dominikus besonders in diesem Kloster verehrt. Im Jahr 1835 wurde die Kirche säkularisiert. Aktuell wird die Kirche von der Bruderschaft „Sant Sepulcre de Girona“ (Bruderschaft vom Heiligen Grab in Girona) betreut.

## Kunstgeschichtliche Aspekte

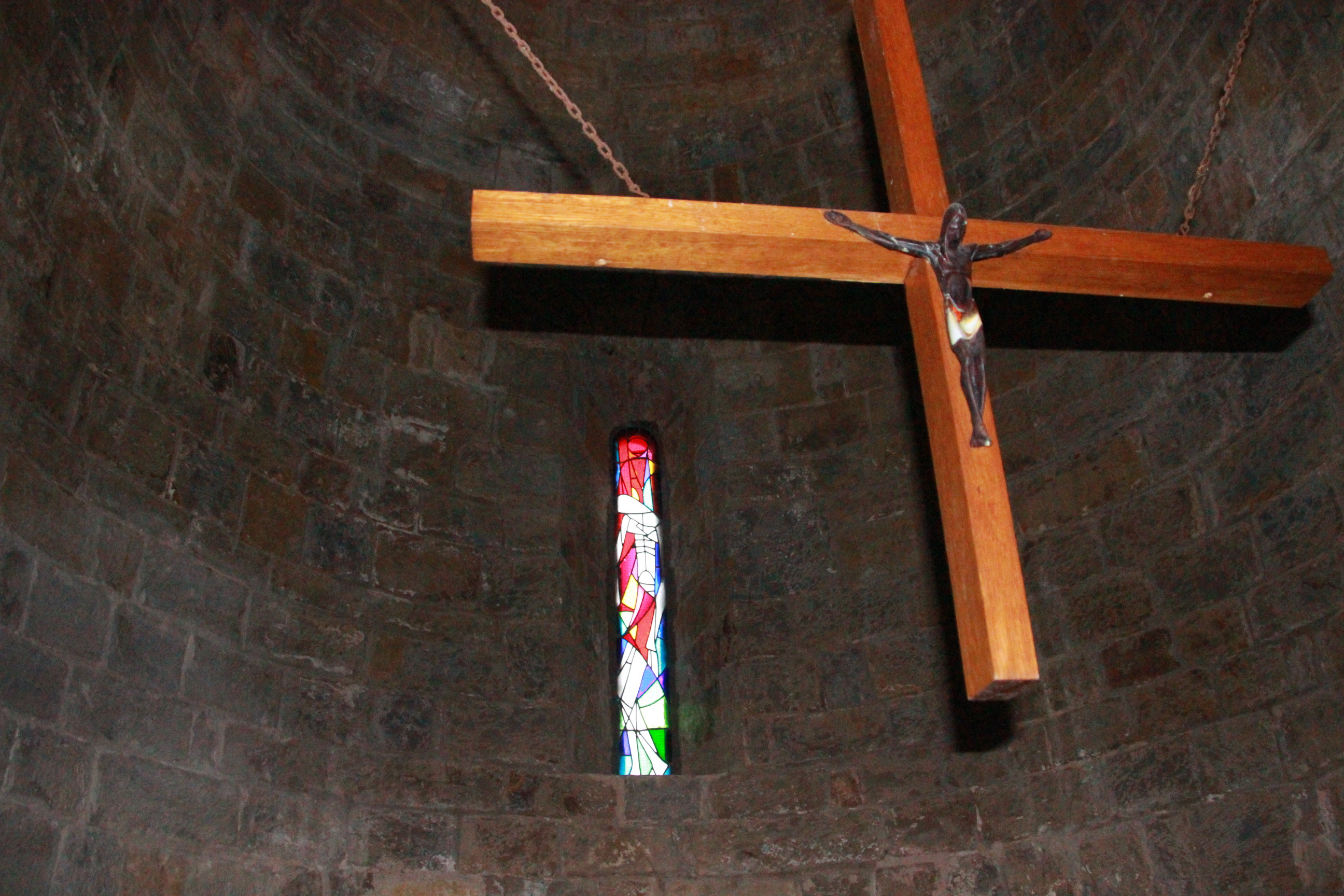
Sant Sepulcre de Palera, Kreuz und Kirchenfenster

Die Kirche besteht aus drei Schiffen mit drei Apsiden. Das Mittelschiff wird von einem Tonnen-, die Seitenschiffe werden von Viertelkreisgewölben überdeckt. Die Glockenwand über der Westfassade trägt zwei Glocken. Vor dieser Westfassade stand bis in die späten 1950er Jahre eine Galilea, eine kleine Vorkirche. Diese wurde bei ungeschickt ausgeführten Restaurierungsarbeiten im Jahr 1957 zerstört. Von dem Claustrum und den Wohnanlagen der Mönche existiert nahezu nichts mehr. Lediglich einige Kapitelle des alten Klosters können noch besichtigt werden.

## Literatur

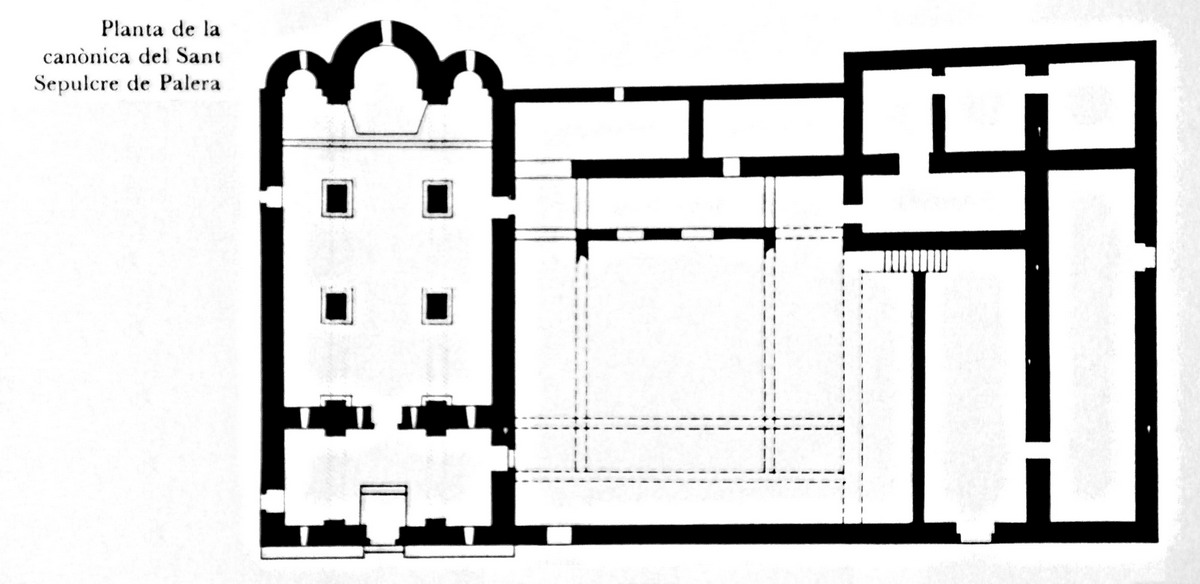
Sant Sepulcre de Palera, Grundriss der Kirche und der nicht mehr existierenden Klosteranlage